# 香港特別行政區第一屆政府推選委員會
香港特別行政區第一屆政府推選委員會（簡稱推選委員會或推委會）由香港特別行政區籌備委員會籌組而成，負責選出香港特別行政區第一屆行政長官及臨時立法會。
推選委員會全部由香港永久性居民組成，必須具有廣泛代表性，成員包括全國人民代表大會香港地區代表、香港地區全國政協委員的代表、香港特別行政區成立前曾在香港行政、立法、諮詢機構任職並有實際經驗的人士和各階層、界別中具有代表性的人士。1996年11月2日香港特別行政區籌備委員會第六次全體會議通過推委會成員名單。推委會由400人組成，由以下4個界別所組成：
1. 工商、金融界
2. 專業界
3. 勞工、基層、宗教等界
4. 原政界人士、香港地區全國人大代表、香港地區全國政協委員的代表

各界別均分別佔委員總數25%。

## 推選委員會委員名單
各組別有100人，按繁體字姓氏筆劃為序排列。
一、工商、金融界
丁午壽　于鏡波　王為謙　方潤華　方　鏗　古勝祥　田北俊　呂志和　呂　辛　呂明華
伍淑清　李兆基　李秀恆　李和聲　李國寶　李群華　李嘉誠　吳文拱　吳亮星　吳連烽
利國偉　利漢釗　何柱國　何　添　何鴻燊　余國春　邵友保　邵逸夫　林百欣　林光如
林晉光　林廣兆　林輝實　周亦卿　胡法光　胡經昌　查濟民　施展熊　施學概　袁　武
莊啟程　莊紹綏　夏加利　夏佳理　郭志權　郭炳湘　唐英年　唐學元　陸宗霖　陳少瓊
陳玉書　陳立志　陳廷驊　陳偉南　陳瑞球　黃士心　黃志祥　黃金富　黃定光　黃宜弘
黃　球　黃國礎　黃鋼城　曹文錦　曹光彪　許長青　梁華濟　梁偉浩　梁欽榮　梁適華
梁錦松　張華峰　葉若林　葉國華　葉慶忠　葛達禧　馮永祥　馮志堅　馮國綸　楊孝華
楊　釗　楊孫西　詹培忠　蔡冠深　蔣麗芸　廖烈文　鄭明訓　鄭海泉　鄭裕彤　鄭維健
鄧　焜　盧文端　盧重興　錢果豐　謝中民　謝仕榮　蘇澤光　羅友禮　羅康瑞　龔如心
二、專業界
文　樓　方　和　方黃吉雯　孔祥勉　石景宜　朱　正　朱樹豪　阮北耀　伍秉堅　李明堃
李祖澤　李健鴻　李家祥　　李國章　李焯芬　李業廣　李樂詩　吳思遠　吳家瑋　吳清輝
岑才生　何冬青　何志平　　何承天　何景安　何錫安　何鍾泰　余潤興　胡定旭　胡漢清
洪祖杭　紀文鳳　馬　力　　馬逢國　袁士傑　袁靖罡　翁家灼　唐一柱　唐楚男　陳子鈞
陳文裘　陳清霞　陳復禮　　陳維端　陳耀華　黃玉山　黃永標　黃良會　黃河清　黃乾亨
黃紹倫　黃景強　黃學海　　梅嶺昌　曹世植　曹宏威　區永熙　許冠文　梁天培　梁秉中
梁定邦　梁廣灝　張小傑　　張佑啟　葉天養　閔建蜀　鄔維庸　鄒燦基　馮　琳　曾正麟
曾鈺成　曾勵強　溫嘉旋　　費明儀　楊耀忠　蔡大維　廖長城　廖滌生　鄭漢鈞　劉志榮
劉佩瓊　劉紹鈞　劉榮廣　　劉漢銓　談靈鈞　潘宗光　潘祖堯　霍震霆　盧志強　盧恩成
戴希立　謝志偉　鍾華楠　　鍾期榮　蘇肖娟　羅君美　羅德丞　譚小瑩　譚尚渭　譚國雄
三、勞工、基層、宗教等界
丁錦源　王國興　　王紹爾　　方心讓　尹才榜　尹　林　古宣輝　丘福雄　呂禮章　李乃堯
李明海　李宗德　　李倫傑　　李啟明　李達仁　李鳳英　李澤培　吳錦泉　范錦平　林文輝
林華英　林淑儀　　郁德芬　　周轉香　屈　超　胡國祥　哈耀恩　侯瑞培　計佑銘　洪清源
姚秀卿　馬紹良　　夏利萊　　徐錦堯　高寶齡　陸聯芬　陳小玲　陳協平　陳金烈　陳金霖
陳捷貴　陳　彬　　陳婉嫻　　陳植桂　陳榮燦　陳潤根　陳麗玲　陳　林　孫大倫　孫啟昌
黃允畋　黃　河　　黃建源　　黃富榮　黃漢清　許旭明　許賢發　梁英標　梁富華　梁祺祐
梁煜林　梁熾輝　　梁籌庭　　梁權東　張明敏　張國標　張漢忠　葉順興　程介南　曾向群
曾松芬　曾恩發　　曾　彬　　湯恩佳　湯國華　溫悅球　費　斐　楊　光　趙鎮東　蔡素玉
鄭鍾偉　歐陽成潮　歐陽寶珍　劉吉良　劉江華　劉健儀　劉森波　潘兆平　潘杜泉　薛磐基
鄺廣傑　鍾樹根　　簡志豪　　顏錦全　羅叔清　羅建平　釋永惺　釋智慧　釋覺光　龔志強
四、原政界人士、香港地區全國人大代表、香港地區全國政協委員的代表
王英偉　　王敏剛　　田益民　朱幼麟　朱蓮芬　　杜葉錫恩　李大壯　李君夏　李東海　李連生
李國強　　李偉庭　　李澤添　李鵬飛　吳康民　　吳樹熾　　何世柱　何耀棣　余　燊　汪明荃
范徐麗泰　林貝聿嘉　林偉強　周子京　周梁淑怡　胡應湘　　胡鴻烈　查懋聲　施子清　施祥鵬
莫應帆　　莊世平　　唐治安　唐翔千　高苕華　　韋基舜　　陸達兼　陸達權　倪少傑　徐四民
徐是雄　　徐展堂　　徐國炯　陳乃強　陳日新　　陳永棋　　陳有慶　陳炳煥　陳祖澤　陳　紘
陳樺碩　　黃光漢　　黃守正　黃克立　黃建立　　黃保欣　　梁尚立　梁定邦　梁愛詩　梁　燊
張人龍　　張永珍　　張雲楓　張閭蘅　張學明　　葉國謙　　雲大棉　馮秉芬　馮檢基　曾星如
曾德成　　曾憲梓　　楊啟彥　賈施雅　蔡渭衡　　蔡根培　　蔡德河　廖正亮　廖本懷　廖自強
廖烈科　　廖瑤珠　　鄭家純　鄭耀棠　鄧兆棠　　鄧廣殷　　潘江偉　潘國濂　劉宇新　劉迺強
劉皇發　　劉浩清　　薛鳳旋　霍英東　戴　權　　鍾士元　　鍾逸傑　簡福飴　譚惠珠　譚耀宗